# Heliotropium saonae
Heliotropium saonae är en strävbladig växtart som beskrevs av Brother Alain. Heliotropium saonae ingår i Heliotropsläktet som ingår i familjen strävbladiga växter. Inga underarter finns listade i Catalogue of Life.